# Gaasvliegje (Harry Potter)
Een gaasvliegje (Engels: Lacewing fly) is een fictief insect dat een veelvoorkomend ingrediënt is uit de Harry Potter-boeken van J.K. Rowling.
Het komt veel voor in toverdranken om iemands uiterlijk te veranderen, onder andere bij Wisseldrank.
Een gaasvliegje leeft over het algemeen zo rond de evenaar. Wanneer een gaasvliegje gebruikt wordt voor Wisseldrank, dient het precies 3 weken lang te sudderen. 